# خانه قوام‌الدوله
منزل قوام‌الدوله (وثوق) مربوط به دوره قاجار است و در شهرستان تهران، این اثر در تاریخ ۶ خرداد ۱۳۷۷ با شمارهٔ ثبت ۲۰۲۴ به‌عنوان یکی از آثار ملی ایران به ثبت رسیده است. این خانهٔ تاریخی، محل کمیته ملی ایکوموس ایران است.

## تاریخچه
خانه یا سرای «وثوق‌الدوله» در محله سرچشمه در خیابان امیرکبیر، کوچه میرزامحمود وزیر حدود دو قرن پیش در محدودهٔ سال‌های ۱۲۱۱ شمسی در زمان سلطنت محمدشاه قاجار برای میرزامحمد قوام‌الدوله آشتیانی - از صاحب منصبان و رجال آن دوره - ساخته شد.